# Бызовая (деревня)
Бызова́я — деревня в Республике Коми, Россия. Входит в сельское поселение «Озёрный» муниципального района «Печора».

## География
Деревня расположена в среднем течении Печоры, на правом берегу, в 17,5 км от города Печора.

## Палеонтология
В районе деревни в отложениях раннего триасового периода (нижнеоленёкский подъярус, слудкинский горизонт, низы бызовской свиты) обнаружены ископаемые образцы темноспондильной амфибии Wetlugasaurus.

## История
Основана в 1898 году крестьянами из ижемских сёл Мохча и Щельяюр. До 2011 года деревня входила в состав муниципального образования Красноягское сельское поселение.
С 2011 года на территории деревни ежегодно в июне проходит гастрономический фестиваль «Черинянь гаж» (праздник рыбного пирога). В 2016 году фестиваль проходил в юбилейный пятый раз.

## Население
| 1905 | 1920 | 1970 | 1989 | 2000 | 2002 | 2007 |
| ---- | ---- | ---- | ---- | ---- | ---- | ---- |
| 36   | ↗66  | ↗208 | ↘157 | ↘150 | ↘128 | ↗166 |
| 2010 |      |      |      |      |      |      |
| ↘122 |      |      |      |      |      |      |

1905 год — 5 дворов, 36 человек, 1920 год — 13 дворов, 66 человек.

## Археология
Близ деревни находится палеолитическая стоянка древнего человека Бызовая, где, возможно, обитали неандертальцы.